# Bobby Brown (síakrobata)
Bobby Brown (Denver, 1991. június 5. –) amerikai síakrobata.

## Élete
Kilencéves korában kezdett el síelni, tizenegy évesen pedig már versenyzett. Denveri házuk hátsókertjében a maga épített rámpán gyakorolt.
2011-ben, a Colorado állambeli Aspenben rendezett legrangosabb extrémsport-rendezvényen, a Winter X Games-en, a big air versenyszámban ezüstérmet szerzett, egy évvel később pedig a dobogó tetejére állhatott fel.
2014-ben, az amerikai olimpiai csapat tagjaként részt vett a szocsi téli olimpián, ahol a síakrobatika férfi slopestyle versenyszámának selejtezőjében bekerült a legjobb tizenkettő közé, a döntőben azonban csak a 9. helyet sikerült megszereznie.